# 少穗割鸡芒
少穗割鸡芒（学名：Hypolytrum paucistrobiliferum）为莎草科割鸡芒属下的一个种。产于海南岛（模式产地）。

## 扩展阅读
- 維基物種上的相關：少穗割鸡芒